# Sydamerikanska mästerskapet i basket för damer 1954
Sydamerikanska mästerskapet i basket för damer 1954 spelades i São Paulo, Brasilien och vanns av Brasilien. 5 lag deltog.

## Slutställning
1. Brasilien
2. Chile
3. Ecuador
4. Peru
5. Bolivia

## Resultat
Alla mötte varandra en gång, och spelade totalt 4 omgångar.
| Placering | Lag       | Vinst | Förlust | Poäng | Poängskillnad |
| --------- | --------- | ----- | ------- | ----- | ------------- |
| 1         | Brasilien | 4     | 0       | 10    | +99           |
| 2         | Chile     | 3     | 1       | 8     | +59           |
| 3         | Ecuador   | 2     | 2       | 8     | -21           |
| 4         | Peru      | 1     | 3       | 7     | -66           |
| 5         | Bolivia   | 0     | 4       | 7     | -71           |

|  |  | Bolivia | 29–70 | Brasilien |  |  |

|  |  | Bolivia | 39–54 | Chile |  |  |

|  |  | Bolivia | 34–44 | Ecuador |  |  |

|  |  | Bolivia | 56–61 | Peru |  |  |

|  |  | Brasilien | 68–62 | Chile |  |  |

|  |  | Brasilien | 59–39 | Ecuador |  |  |

|  |  | Brasilien | 70–38 | Peru |  |  |

|  |  | Chile | 55–32 | Ecuador |  |  |

|  |  | Ecuador | 52–40 | Peru |  |  |

|  |  | Chile | 52–25 | Peru |  |  |